# Edgar Martins
Edgar Martins (né en 1977, à Evora au Portugal) est un photographe anglais d'origine portugaise. 

## Biographie
Après une formation de philosophie à l'université de Macao en Chine, il publie à l'âge de 18 ans son premier et unique essai. Une formation et une publication qui le conduisent vers la photographie. Son travail particulièrement abouti sur le plan formel lui vaut une reconnaissance internationale grandissante. 

## Son œuvre
Les photographies d'Edgar Martins privilégient la nuit. À l'aide d'un éclairage important, il isole des bâtiments caractéristiques du monde modernité dans une solitude atemporelle. Il réalise des séries de photographies, centrées à chaque fois sur un thème particulier, que ce soit les aéroports la nuit, les plages désertes ou les maisons abandonnées. Son travail pictural s'articule avec une réflexion d'ordre philosophique sur l'essence de notre monde moderne.
Son travail a suscité une controverse importante en juillet 2009, lorsque le New York Times découvre que certaines photographies présentées par Edgar Martins ont été numériquement retouchées. Edgar Martins a répondu que cette démarche n'était pas contraire à l'esprit de la photographie, appuyé en cela par un certain nombre d'essayistes.